# Keyvan Andres
Keyvan Andres Soori (Colonia, 8 de marzo de 2000) es un piloto de automovilismo germano-iraní.

## Carrera

### Karting
Soori comenzó su carrera automovilística en karting en 2011. Corrió en varios campeonatos en Francia y Alemania, antes de pasar a los campeonatos del mundo en 2013. Ese año también se mudó a los Estados Unidos por el resto de su carrera.

### Coches de fórmula americana
En 2013, Soori se mudó a las carreras de fórmula, haciendo su debut en la fórmula 2000 de Skip Barber. Con una victoria sobre Road Atlanta, terminó undécimo en la temporada. En el invierno de 2013 a 2014, ganó la serie de invierno Skip Barber con siete victorias en catorce carreras.
Gracias a sus éxitos, Soori pudo cambiarse a los EE. UU. En 2014. U.S. F2000, en la que jugó para el equipo de Cape Motorsports con Wayne Taylor Racing. Con un sexto lugar en el Indianapolis Motor Speedway como el mejor resultado, terminó en el décimo sexto lugar en el campeonato con 114 puntos.
En 2015, Soori hizo dentro de los Estados Unidos. F2000 el cambio al equipo ArmsUp Motorsports. Con dos sextos puestos en el NOLA Motorsports Park y en Mazda Raceway Laguna Seca como mejores resultados, mejoró hasta el undécimo lugar en la posición final con 177 puntos. También participó en siete de las quince carreras del Atlantic Championship Series para el equipo K-Hill Motorsports. Ganó cinco de estas carreras y logró un segundo y un sexto lugar, terminando en el quinto lugar en el campeonato con 331 puntos.

### Fórmula 3
En 2016, Soori regresó a Europa para hacer su debut en la Fórmula 3 en el Euroformula Open para el equipo Carlin. Con el quinto resultado durante el último fin de semana de carrera en el Circuit de Barcelona-Catalunya como el mejor resultado, terminó en el 12 ° lugar con 42 puntos.
A comienzos de 2017, Soori participó en el Toyota Racing Series de Nueva Zelanda para el equipo de Giles Motorsport. Con dos octavos lugares en el Parque Teretonga y el Circuito Chris Amon como mejores resultados, fue decimotercero en la clasificación final con 413 puntos. Luego regresó a Europa para debutar ese año en el Campeonato Europeo de Fórmula 3 de la FIA para el equipo Motopark. Tuvo una temporada de debut difícil en la que no anotó puntos y cuatro decimosegundos puestos fueron sus mejores clasificaciones. Con eso, terminó en el puesto 21 en el campeonato como el único piloto en todas las carreras y no obtuvo puntos.
En 2018, Soori continuó conduciendo en la Fórmula 3 europea, pero cambió al equipo Van Amersfoort Racing. En la primera carrera en el Norisring, logró su primer punto en el campeonato y en la segunda carrera en ese fin de semana, inmediatamente alcanzó su primer lugar en el podio. Con 18 puntos se convirtió en decimoctavo en el ranking final. Luego participó en el Gran Premio de Macao, donde se clasificó como vigésimo, pero se retiró en la primera ronda debido a un accidente que involucró a varios autos.
En 2019, la Fórmula 3 europea fue reemplazada por el nuevo Campeonato de Fórmula 3 de la FIA, en el que Soori participó para el equipo HWA Racelab.

## Resultados

### Campeonato de Fórmula 3 de la FIA
(Clave) (negrita indica pole position) (cursiva indica vuelta rápida puntuable)

| Año  | Escudería   | 1   | 1   | 2   | 2   | 3   | 3   | 4   | 4   | 5   | 5   | 6   | 6   | 7   | 7   | 8   | 8   | Pos. | Puntos | Ref.  |
| ---- | ----------- | --- | --- | --- | --- | --- | --- | --- | --- | --- | --- | --- | --- | --- | --- | --- | --- | ---- | ------ | ----- |
| 2019 | HWA RACELAB | BAR | BAR | LEC | LEC | SPI | SPI | SIL | SIL | BUD | BUD | SPA | SPA | MNZ | MNZ | SOC | SOC | 28.º | 0      | [ 1 ] |
| 2019 | HWA RACELAB | 28  | 18  | DNS | 19  | 27  | 13  | 21  | 26  | 23  | 14  | 14  | 16  | 19  | 22  | 19  | 23† | 28.º | 0      | [ 1 ] |